# Beraea walteri
Beraea walteri is een schietmot uit de familie Beraeidae. De soort komt voor in het Palearctisch gebied.